# Ifeoma Iheanacho
Ifeoma Iheanacho (2 de enero de 1988) es una deportista nigeriana que compite en lucha libre. Ganó dos medallas de bronce en el Campeonato Mundial de Lucha entre los años 2009 y 2010. Ha ganado cinco medallas en el Campeonato Africano de Lucha entre los años 2008 y 2014. Obtuvo una medalla de bronce en los Juegos de la Mancomunidad en 2010

## Palmarés internacional
| Campeonato Mundial        | Campeonato Mundial    | Campeonato Mundial | Campeonato Mundial |
| Año                       | Lugar                 | Medalla            | Categoría          |
| ------------------------- | --------------------- | ------------------ | ------------------ |
| 2009                      | Herning (Dinamarca)   | Medalla de bronce  | 67 kg              |
| 2010                      | Moscú (Rusia)         | Medalla de bronce  | 67 kg              |
| Campeonato Africano       |                       |                    |                    |
| Año                       | Lugar                 | Medalla            | Categoría          |
| 2008                      | Túnez (Túnez)         | Medalla de oro     | 67 kg              |
| 2010                      | El Cairo (Egipto)     | Medalla de oro     | 67 kg              |
| 2012                      | Marrakech (Marruecos) | Medalla de oro     | 67 kg              |
| 2013                      | Yamena ()             | Medalla de bronce  | 67 kg              |
| 2014                      | Túnez (Túnez)         | Medalla de bronce  | 69 kg              |
| Juegos de la Mancomunidad |                       |                    |                    |
| Año                       | Lugar                 | Medalla            | Categoría          |
| 2010                      | Delhi (India)         | Medalla de bronce  | 67 kg              |